# Nikola Jukić
Nikola Jukić (* 14. August 1994 in Split) ist ein kroatischer Handballspieler. Der rechte Rückraumspieler spielt aktuell für den griechischen Verein AEK Athen.

## Karriere
Jukić spielte zunächst für Kaštela Adriachem und debütierte als A-Jugendlicher bereits im Alter von 17 Jahren in der kroatischen Premijer Liga. Er hatte mit seinen insgesamt 616 Toren innerhalb der nächsten fünf Jahre großen Anteil daran, dass sich der Aufsteiger in der Premijer Liga etablierte. In der Saison 2014/15 wurde er mit 189 Toren drittbester Torschütze der Liga.
2016 wechselte er zum französischen Zweitligisten UMS Pontault-Combault HB. Nach einer schwachen ersten Saison entwickelte sich Jukić auch in Frankreich zu einem wichtigen Torschützen. Nachdem er mit Pontault-Combault in die Starligue aufgestiegen war, musste im Folgejahr jedoch der Abstieg hingenommen werden. Jukić blieb durch seinen Wechsel zu Aufsteiger C’ Chartres Métropole handball jedoch weiterhin erstklassig.
In der Saison 2021/22 spielte er für den deutschen Bundesligisten GWD Minden. Anschließend wechselte er nach Griechenland zu AEK Athen.
Im Oktober 2019 wurde Jukić von Nationaltrainer Lino Červar erstmals in den Kader der kroatischen A-Nationalmannschaft berufen. Bislang blieb er jedoch ohne jegliches Länderspiel.

## Saisonbilanzen
| Saison  | Land        | Verein                         | Spielklasse                              | Spiele | Tore | 7m  |
| ------- | ----------- | ------------------------------ | ---------------------------------------- | ------ | ---- | --- |
| 2011/12 | Kroatien    | Marina Kaštela                 | Premijer Liga                            | 25     | 64   | 1   |
| 2012/13 | Kroatien    | Marina Kaštela                 | Premijer Liga                            | 25     | 59   | 4   |
| 2013/14 | Kroatien    | Marina Kaštela                 | Premijer Liga                            | 32     | 197  | 39  |
| 2014/15 | Kroatien    | Marina Kaštela                 | Premijer Liga                            | 32     | 189  | 49  |
| 2015/16 | Kroatien    | RK Ribola Kaštela              | Premijer Liga                            | 17     | 107  | 24  |
| 2016/17 | Frankreich  | UMS Pontault-Combault HB       | Ligue Nationale de Handball (Division 2) | 28     | 27   | 0   |
| 2017/18 | Frankreich  | UMS Pontault-Combault HB       | Ligue Nationale de Handball (Division 2) | 30     | 122  | 10  |
| 2018/19 | Frankreich  | Pontault-Combault Handball     | Starligue                                | 26     | 99   | 3   |
| 2019/20 | Frankreich  | C’ Chartres Métropole handball | Starligue                                | 15     | 54   | 0   |
| 2020/21 | Frankreich  | C’ Chartres Métropole handball | Starligue                                | 25     | 74   | 0   |
| 2021/22 | Deutschland | GWD Minden                     | Handball-Bundesliga                      | 29     | 69   | 0   |
| gesamt  | gesamt      | gesamt                         | gesamt                                   | 284    | 1061 | 130 |

## Erfolge
- Aufstieg in die Starligue 2018